# Прљави плес
Прљави плес (енгл. Dirty Dancing) је амерички романтични филм из 1987. Ауторка сценарија је Еленор Бергстин, а филм је режирао Емил Ардолино. Главне улоге играју Патрик Свејзи и Џенифер Греј.
Филм је награђен Оскаром за најбољу оригиналну песму, I've Had Time of My Life, коју су отпевали Бил Медли и Џенифер Варнес.

## Радња
Филм је о седамнаестогодишњој Бејби која проводи празнике са својим родитељима на одмаралишту, а за то време се заљубљује у инструктора плеса, Џонија. Макс, пријатељ њеног оца, доктора Џејка Хаусмана, је власник овог одмаралишта.
Први плес. Прва љубав. Најбоље време живота, али и проблеми звани - родитељи и средина.
На лето 1963. године, седамнаестогодишња Њујорчанка Франсис „Бејби“ Хаусмен (Џенифер Греј) је у одмаралишту у Катскилсу где проводи празнике са својим родитељима. Бејби ускоро открива да је заљубљена у свог инструктора плеса, Џонија Касла (Патрик Свејзи) који је и шеф особља летовалишта. Док је носила лубеницу за Билија (Џонијевог рођака), Бејби је позвана на тајну журку особља на којој открива „прљави плес“. 
Заинтригирана овим секси плесом, Бејби добија кратку лекцију од Џонија. Касније, Бејби сазнаје да је Џонијева партнерка, Пени Џонсон, затруднела са Робијем Голдом, женскарошем и конобаром који је у вези са њеном сестром Лисом и који је вара. Бејби сазнаје да Роби не планира ништа да уради у вези са трудноћом (како он каже „неки људи се важе неки не“), па Бејби обезбеђује паре од свог оца за Пенин илегални абортус. Отац јој даје новац, упркос томе што она не жели да му каже за шта јој треба, због тога што има поверења у своју ћерку. У покушају да помогне, Бејби постаје Пенина замена (играће са Џонијем уместо ње) за важан наступ у Шилдрејку, одмаралишту близу Бејбиног у ком Џони и Пени наступају. Шоу захтева врхунски плес, па Џони мора да научи Бејби основама.
Док је Џони учи да плеше, варнице страсти и романтике се распламасају. Наступ на Шилдрејку пролази прилично добро иако је Бејби исувише нервозна да оствари плесни лифт.
Када су се вратили на Келерман (Бејбино одмаралиште), открили су да је Пенин абортус лоше прошао и да се она налази у агонији бола. Бејби доводи свог оца да јој помогне, који је, док је лечио Пени, помислио да је затруднела са Џонијем. Из тог разлога, после спасавања Пениног живота, Џејк забрањује Бејби да се виђа са Џонијем и његовим пријатељима. Џејк је бесан на Бејби јер га је лагала и издала његово поверење. Ипак, Бејби се искрада са Џонијем и одлази у његову собу где њихова романса цвета уз интиман плес.
Џонијева и Бејбина веза је откривена када је Џони оптужен да је једном од гостију украо новчаник. Пошто Макс тврди да Џохи нема алиби, Бејби признаје да је те ноћи био са њом. Иако је ослобођен свих оптужби, Џони добија отказ јер је био у вези са једном гошћом одмаралишта. Овај Бејбин несебични чин признања због кога је упала у невољу инспирише Џонија који схвата да „постоје људи који су спремни све да учине за друге људе колико год их то коштало“. 
На финалу шоуа за таленте, Џејк даје Робију писмо препоруке за медицинску школу. Кад му се Роби захвали за помоћ коју је пружио Пени, Џејк љутито узима писмо препоруке. Затим, на свачије изненађење, Џони се појављује да одигра плес са Бејби на шоу за таленте, иако је отпуштен. Критикујући Џејка што је ставио Бејби на задње седиште, Џони говори сада већ позату фазу „Нико не ставља Бејби у ћошак“. Онда је он узима за руку и изводи на бину, где они започињу свој „прљави плес“ уз песму Time Of My Life, који се завршава тако што Бејби први пут успешно изводи лифт.
После плеса, Џејк се извињава Џонију јер је претпоставио да је „он увалио Пени у невољу“. Такође, он хвали своју ћерку на одличном плесу.
Филм се завршава тако што се плес наставља, соба се претвара у ноћни клуб где сви (гости и особље) плешу заједно.

## Улоге
| Глумац        | Улога   |
| ------------- | ------- |
| Џенифер Греј  | Бејби   |
| Патрик Свејзи | Џони    |
| Џери Орбак    | Џејк    |
| Кели Бишоп    | Марџори |

## Адаптација
После 32 године од премијере, "Прљави плес" доживљава и адаптацију за позориште. Студио глуме - Театар 011 поставља овај филмски класик на сцену у режији Наташе Радоњић и осваја бројне награде на фестивалима у Србији и региону.

## Занимљивости
- Током читавог филма Џони и Бејби увек носе контрастне боје, она врло светле, а он углавном црну или врло тамне боје.

- У сцени у којој Џони и Бејби вежбају играње, она се смеје док он прелази својом руком преко њене. Тога није било у сценарију, већ се Џенифер Греј на снимању заиста смејала, Свејзијева фрустрација је такође аутентична. Редитељ је оставио сцену у филму јер је ефектна. Такође, део кореографије када пузе једно према другом није требало да се појави у филму. Глумци су се тек загревали за сцену. Међутим, редитељу се тај њихов покрет толико допао да га је задржао у филму.

- Сцене на језеру снимане су у Северној Каролини, на језеру Лури, у октобру. Ни у једном тренутку нема крупних планова лица глумаца, јер је на снимању било толико хладно да су њихова уста поплавела.

- Вал Килмер је одбио главну улогу у филму, Били Зејн није добио улогу јер није знао добро да игра.

- Бејби у једном тренутку каже Џонију да је њено право име „Френсис, према првој жени у америчкој влади“. Френсис Перкинс, била је америчка министарка за рад од 1933. до 1947. године. На то место ју је, за време свог мандата, прво поставио Френклин Рузвелт.

- Џенифер Греј је у време снимања имала 27 година и била је десет година старија од лика Бејби. За време аудиције, имала је пет минута да докаже да може да игра много млађу девојку.

- Слушаоци лондонског радија „Капитол“ поставили су „Прљави плес“ на 2. место листе „Филмови које морате да погледате за свог живота“.